# EC KAC 2008/09
Sezona 2008/09 je bila za klub EC KAC ?. sezona v najvišji kategoriji avstrijskega hokeja na ledu - Avstrijski hokejski ligi. Domače tekme so igrali v celovški Stadthalle. Redni del se je začel 18. septembra 2008.

## Redni del Avstrijske hokejske lige

### Končna lestvica
| #   | Klub                      | OT | Z  | PP | P  | GR      | T  |
| --- | ------------------------- | -- | -- | -- | -- | ------- | -- |
| 1.  | EC KAC                    | 54 | 38 | 4  | 16 | 204:141 | 80 |
| 2.  | Vienna Capitals           | 54 | 33 | 7  | 21 | 203:162 | 73 |
| 3.  | EC Red Bull Salzburg      | 54 | 32 | 4  | 22 | 200:157 | 68 |
| 4.  | VSV EC                    | 54 | 31 | 5  | 23 | 183:153 | 67 |
| 5.  | EHC Black Wings Linz      | 54 | 30 | 3  | 24 | 166:144 | 63 |
| 6.  | HK Acroni Jesenice        | 54 | 24 | 6  | 30 | 179:197 | 54 |
| 7.  | Graz 99ers                | 54 | 24 | 6  | 30 | 124:154 | 54 |
| 8.  | HC TWK Innsbruck          | 54 | 24 | 6  | 30 | 153:186 | 54 |
|     |                           |    |    |    |    |         |    |
| 9.  | Alba Volán Székesfehérvár | 54 | 17 | 9  | 37 | 129:178 | 43 |
| 10. | HDD Tilia Olimpija        | 54 | 17 | 7  | 37 | 131:200 | 41 |

## Postava
| Vratarji | Vratarji | Vratarji          | Vratarji    | Vratarji           | Vratarji |
| -------- | -------- | ----------------- | ----------- | ------------------ | -------- |
| #        |          | Igralec           | Boljša roka | Kraj rojstva       |          |
| 3        | Avstrija | Marco Del Fabro   |             |                    |          |
| 23       | Avstrija | Hannes Enzenhofer | leva        | Celovec, Avstrija  |          |
| 30       | Avstrija | René Swette       | leva        | Lustenau, Avstrija |          |
| ?        | Avstrija | Michael Brandl    |             |                    |          |
| ?        | Avstrija | David Koren       |             |                    |          |
| ?        | Avstrija | Andreas Brenkusch |             |                    |          |

| Branilci | Branilci | Branilci             | Branilci    | Branilci                             | Branilci |
| -------- | -------- | -------------------- | ----------- | ------------------------------------ | -------- |
| #        |          | Igralec              | Boljša roka | Kraj rojstva                         |          |
| 7        | Avstrija | Herbert Ratz         | desna       | Völkermarkt, Avstrija                |          |
| 8        | Avstrija | Cristoph Quantschnig | desna       | Celovec, Avstrija                    |          |
| 13       | Avstrija | Johannes Kirisits    | desna       | Celovec, Avstrija                    |          |
| 14       | Avstrija | Johannes Reichel     | leva        | Celovec, Avstrija                    |          |
| 25       | Kanada   | Kirk Furey           | leva        | Glace Bay, Nova Škotska, Kanada      |          |
| 28       | Avstrija | Martin Schumnig      | desna       |                                      |          |
| 47       | Kanada   | Jeff Tory            | desna       | Burnaby, Britanska Kolumbija, Kanada |          |
| 77       | Kanada   | Sean Brown           | leva        |                                      |          |
| ?        | Avstrija | Patrick Edlinger     |             |                                      |          |
| ?        | Avstrija | Lucas Herrnegger     | leva        |                                      |          |
| ?        | Avstrija | Emmanuel Jenko       | leva        |                                      |          |
| ?        | Avstrija | Thomas Kircher       |             |                                      |          |
| ?        | Avstrija | Moritz Mayer         |             |                                      |          |
| ?        | Avstrija | Florian Mühlstein    | leva        |                                      |          |
| ?        | Avstrija | Andreas Niederegger  | leva        |                                      |          |
| ?        | Avstrija | Florian Pfingstner   |             |                                      |          |

| Napadalci | Napadalci | Napadalci           | Napadalci   | Napadalci                            | Napadalci |
| --------- | --------- | ------------------- | ----------- | ------------------------------------ | --------- |
| #         |           | Igralec             | Boljša roka | Kraj rojstva                         |           |
| 4         | Avstrija  | Markus Pirmann      | leva        | Celovec, Avstrija                    |           |
| 10        | Kanada    | Warren Norris       | leva        | St. John's, Nova Fundlandija, Kanada |           |
| 15        | Avstrija  | Paul Schellander    | desna       | Celovec, Avstrija                    |           |
| 17        | Avstrija  | Gregor Hager        | leva        | Celovec, Avstrija                    |           |
| 18        | Avstrija  | Silvio Jakobitsch   | leva        | Celovec, Avstrija                    |           |
| 19        | Avstrija  | Stephan Geier       | leva        | Judenburg, Avstrija                  |           |
| 20        | Kanada    | Mike Craig          | desna       | London, Ontario, Kanada              |           |
| 21        | Avstrija  | Manuel Geier        | leva        | Judenburg, Avstrija                  |           |
| 27        | Avstrija  | Thomas Hundertpfund | leva        | Celovec, Avstrija                    |           |
| 29        | Avstrija  | Christoph Brandner  | leva        | Bruck an der Mur, Avstrija           |           |
| 39        | Avstrija  | Jeff Shantz         | desna       | Duchess, Alberta, Kanada             |           |
| 45        | Avstrija  | David Schuller      | leva        | Kapfenberg, Avstrija                 |           |
| 54        | Kanada    | Andrew Schneider    | leva        | Edmonton, Alberta, Kanada            |           |
| 61        | Avstrija  | Christoph Harand    | leva        | Dunaj, Avstrija                      |           |
| 89        | Avstrija  | Raphael Herburger   | leva        | Dornbirn, Avstrija                   |           |
| ?         | Avstrija  | Hannes Erlacher     |             |                                      |           |
| ?         | Avstrija  | Raphael Gobald      | leva        |                                      |           |
| ?         | Avstrija  | Nikolaus Holzer     |             |                                      |           |
| ?         | Avstrija  | Kevin Künstl        |             |                                      |           |
| ?         | Avstrija  | Markus Pöck         | leva        |                                      |           |
| ?         | Avstrija  | Jonas Schuller      | leva        |                                      |           |
| ?         | Avstrija  | Stefan Schumnig     | leva        |                                      |           |
| ?         | Avstrija  | Markus Steiner      | leva        |                                      |           |

### Prihodi med sezono
| Prišli med sezono | Prišli med sezono | Prišli med sezono | Prišli med sezono | Prišli med sezono  | Prišli med sezono |                         |
| ----------------- | ----------------- | ----------------- | ----------------- | ------------------ | ----------------- | ----------------------- |
| #                 |                   | Igralec           | Položaj           | Prva tekma v klubu | Boljša roka       | Kraj rojstva            |
| 51                | Kanada            | Travis Scott      | Vratar            | 21. december 2008  | leva              | Kanata, Ontario, Kanada |
| 6                 | Belgija · Nemčija | Mike Pellegrims   | Branilec (D)      | 13. februar 2009   | leva              | Antwerpen, Belgija      |
| ?                 | Avstrija          | Dieter Kalt*      | Napadalec (F)     |                    | desna             | Celovec, Avstrija       |

*Igralec je v klub prišel po koncu sezone.
**Kjer ni navedene prve tekme v klubu, pomeni, da igralec ni zaigral na nobeni tekmi.

## Trener
| Trenerska statistika | Trenerska statistika | Trenerska statistika | Trenerska statistika | Trenerska statistika | Trenerska statistika |                            |
| -------------------- | -------------------- | -------------------- | -------------------- | -------------------- | -------------------- | -------------------------- |
|                      | Trener               | Prva tekma v klubu*  | Zadnja tekma v klubu | Zmag                 | Porazov              | Kraj rojstva               |
| Kanada · Avstrija    | Emanuel Viveiros     | 18. september 2008   |                      | 50                   | 21                   | St Albert, Alberta, Kanada |

* Pod prva tekma v klubu je navedena prva tekma tega trenerja v tekmovanju, torej Avstrijski hokejski ligi. Pripravljalne tekme so izvzete.